# Miguel Amaya
Miguel Alberto Amaya (Los Bulacios, Tucumán, Argentina, 23 de noviembre de 1964) es un exfutbolista y entrenador argentino. Jugaba de delantero y militó en diversos clubes de Argentina, Bolivia y Chile.

## Clubes
| Club                     | País      | Año       |
| ------------------------ | --------- | --------- |
| Atlético Concepción      | Argentina | 1986-1987 |
| Jorge Wilstermann        | Bolivia   | 1988-1989 |
| The Strongest            | Bolivia   | 1990-1991 |
| Talleres de Perico       | Argentina | 1991-1992 |
| Gimnasia y Tiro de Salta | Argentina | 1992-1995 |
| Huracán de Corrientes    | Argentina | 1995-1996 |
| Deportes Temuco          | Chile     | 1996      |
| Belgrano de Córdoba      | Argentina | 1997      |
| San Martín de Tucumán    | Argentina | 1998-2000 |
| 13 de Junio (Pirane)     | Argentina | 2001-2002 |
| Talleres de Perico       | Argentina | 2002-2003 |